# Duas Rodas
Duas Rodas é a primeira revista mensal dedicada ao motociclismo a ser fundada no Brasil, sendo também a maior e mais tradicional publicação especializada em motocicletas do Brasil. Foi fundada em setembro de 1974, o mesmo ano da inauguração da indústria nacional de motocicletas. Os testes e comparativos de Duas Rodas são referência no mercado brasileiro, em revista impressa, digital e vídeo. Duas Rodas também organiza o prêmio Moto do Ano, que elege o melhor lançamento do período. É a promotora do Festival Duas Rodas, anualmente no Autódromo de Interlagos, com exposição de modelos das principais marcas, test-ride e shows. E leva ações de test-ride multimarca a autódromos de outras cidades, como Porto Alegre, Curitiba, Belo Horizonte, Rio de Janeiro e Goiânia.   

## História
Fundada em 1974 por Osvaldo Penha Gessulli, algum tempo antes do nascimento da indústria nacional de motos, quando modelos importados e de competições já eram uma realidade no país, criando a necessidade da formação da primeira revista especializada brasileira. Em uma de suas primeiras coberturas, documentou a instalação das fábricas de motos nos estados de São Paulo e Amazonas. Ao longo dos anos também teve como editores Miguel Jorge, Josias Silveira, Roberto Araujo, Marcelo Assumpção. 

## Prêmio Moto do Ano
O prêmio Moto do Ano reúne todos os lançamentos dos 12 meses anteriores para avaliação em pista de testes, por jornalistas especializados de diversos veículos. 